# さいたま市立下落合小学校
さいたま市立下落合小学校（さいたましりつ しもおちあいしょうがっこう）は、埼玉県さいたま市中央区上落合一丁目にある公立小学校。

## 沿革
- 1954年（昭和29年）4月1日 - 与野町立下落合小学校が開校。
- 1958年（昭和33年）7月15日 - 市制施行に伴い、与野市立下落合小学校と改称。
- 1967年（昭和42年）11月5日 - 校地内の高沼導水路暗渠工事ならびに校庭拡張工事が完成。
- 1978年（昭和53年）2月27日 - 体育館が完成。
- 2001年（平成13年）5月1日 - さいたま市誕生により、さいたま市立下落合小学校に改称。

## アクセス
- 東日本旅客鉄道（JR東日本）京浜東北線・宇都宮線・高崎線「さいたま新都心駅」・埼京線「北与野駅」より徒歩5分。

## 著名な出身者
- 金子久（元サッカー選手）